# Distretto di Ocobamba (Apurímac)
Il distretto di Ocobamba è un distretto del Perù nella provincia di Chincheros (regione di Apurímac) con 7.901 abitanti al censimento 2007 dei quali 772 urbani e 7.129 rurali.
È stato istituito fin dall'indipendenza del Perù.